# David Barnouw

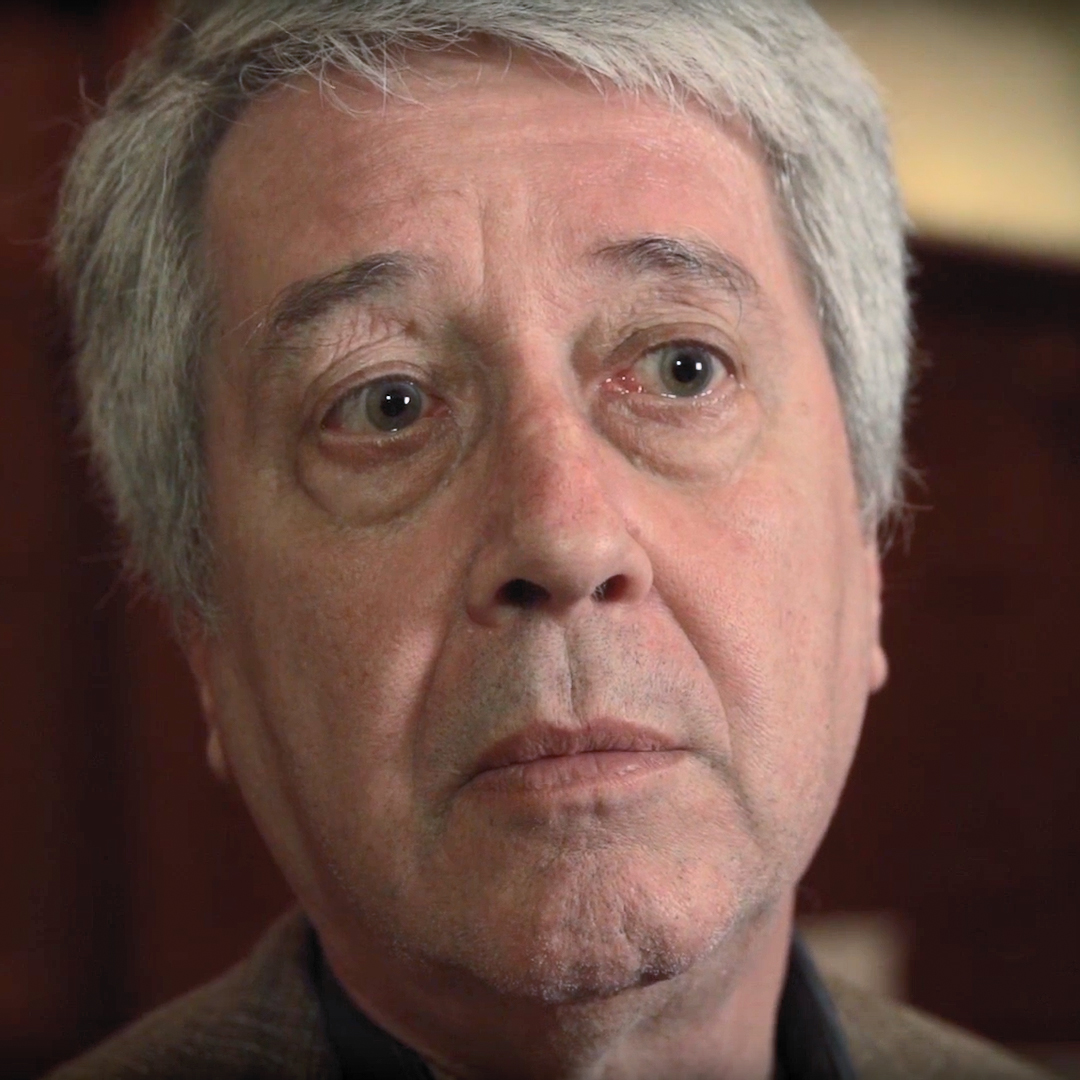
David Barnouw (2016)

David Barnouw, auch N.D.J. Barnouw (geboren 11. März 1949 in Retranchement) ist ein niederländischer Wissenschaftler am Niederländischen Institut für Kriegsdokumentation (NIOD).

## Leben
Barnouw studierte Politische Wissenschaften an der Universität von Amsterdam und wurde 1979 als Wissenschaftler beim Rijksinstituut voor Oorlogsdocumentatie (RIOD, heute NIOD) eingestellt.
Seine Lebenspartnerin Elma Verhey ist Journalistin bei der Zeitschrift Vrij Nederland.
Barnouw hat zu verschiedenen Aspekten der Geschichte der Niederlande unter der deutschen Besatzung gearbeitet, so über den NSB-Führer Meinoud Rost van Tonningen und über den Hungerwinter in den Niederlanden. Zu Anne Frank hat er 1986 die wissenschaftliche Ausgabe des Tagebuchs herausgegeben und 2012 die bisherige Rezeptionsgeschichte dargestellt, bevor das Tagebuch im Jahr 2015 gemeinfrei wurde.
Nach 1996 erhielt er beim NIOD den Auftrag, das Massaker von Srebrenica und die Rolle der niederländischen Blauhelm-Soldaten und ihres Kommandanten Thomas Karremans zu untersuchen, dessen Ergebnis 2002 zum Rücktritt des Kabinetts Wim Kok führte.

## Schriften (Auswahl)
- Lemma Frank, Annelies Marie (1929-1945), in: Biografisch Woordenboek van Nederland, Huygens ING – Den Haag
- Het Fenomeen Anne Frank, Prometheus, Amsterdam 2012, ISBN 978-90-351-3520-8
- Die Niederlande im Zweiten Weltkrieg : eine Einführung, Aus dem Niederländ. übers. von Simone Schroth, Münster : Agenda-Verl., 2010
- David Barnouw; Gerrold van der Stroom: Wer verriet Anne Frank?, Münster : Agenda-Verl., 2005  (niederländisch 2003)
- Anne Frank : vom Mädchen zum Mythos, Aus dem Niederländ. von Erik und Mary Alder-Sijmons, München : Econ-und-List-Taschenbuch-Verl., 1999
- De Hongerwinter, Hilversum 1999
- Rost van Tonningen. Fout tot het bittere eind. Zutphen 1994
- David Barnouw; Gerrold van der Stroom: De Dagboeken van Anne Frank. Staatsuitgeverij, Amsterdam 1986
- Van NIVO tot Reichsschule : nationaal-socialistische onderwijsinstellingen in Nederland ; Nederlandse meisjes in Duitse vakantiekampen, zomer 1940, 's-Gravenhage : Staatsuitgeverij, 1981